# Grabina (Białobrzegi)
Pour les articles homonymes, voir Grabina.
Grabina (prononciation : [ɡraˈbina]) est un village polonais de la gmina de Radzanów dans le powiat de Białobrzegi de la voïvodie de Mazovie dans le centre-est de la Pologne.
Il se situe à environ 6 kilomètres à l'ouest de Radzanów (siège de la gmina), 17 kilomètres au sud-ouest de Białobrzegi (siège du powiat) et à 76 kilomètres au sud de Varsovie (capitale de la Pologne).

## Histoire
De 1975 à 1998, le village appartenait administrativement à la voïvodie de Radom.